# Luciano Urízar
Luciano Urízar Echevarría (1823 - 1882) fue un empresario y político español.
Luciano Urízar Echevarría fue una personalidad vasca nacido en el seno de una familia de la antigua burguesía mercantil de Vizcaya. Hijo de Josefa Echevarría Echevarría y del empresario y político Nicolás Urízar Bechi, destacada figura del liberalismo vizcaíno; primer teniente de la primera compañía de la Guardia Nacional que combatió en la defensa de Bilbao durante los primeros sitios carlistas de 1835 y 1836. 
Unos años más tarde, en 1841, Nicolás de Urízar sería designado por el general Martín Zurbano primer diputado de la Diputación Provincial de Vizcaya, no foral, y luego vocal de la Comisión Económica de Vizcaya regida por Pedro Gómez de la Serna. El 25 de octubre de 1841, con motivo de la proclamación de la Diputación de Vizcaya, encabezó la firma de un edicto dirigido a los vizcaínos llamándoles a la concordia. Nicolás era sucesor del comerciante Domingo de Urízar Andicoechea, nombrado con su pariente Juan de Urízar por el gremio de la Universidad de Mareantes. Nicolasa de Bechi Goitia, mujer de Domingo de Urízar y abuela de Luciano Urízar, provenía de una distinguida familia vascongada enraizada con los Señores de Luno, dueños del Puerto de Guernica desde épocas medievales. Luciano Urízar era bisnieto de Josefa de Goitia Gardoqui y Mezeta, hermana de Mateo de Goitia,  Alcalde de Bilbao entre 1786 y 1788, prima carnal del Cardenal Gardoqui y del embajador Diego de Gardoqui y Arriquibar, quien jugó un importante papel en favor de la independencia de los Estados Unidos de América. Asimismo, era prima hermana de José Ramón de Gardoqui y Jaraveitia, ilustre marino de guerra que participó en la Batalla de Trafalgar al mando del navío de tres puentes Santa Ana y jefe de escuadra de la Real Armada Española en 1814. 
La vinculación de los Urizar con los negocios mercantiles y marítimos se remonta al proveedor de galeones de la armada española, Ortuño de Urízar; Caballero de Santiago, Diputado del Señorío de Vizcaya y señor del solar homónimo, nacido en Vizcaya en el año 1564. Fiel representante de la nobleza territorial vasca, Ortuño de Urízar fue alcalde de su pueblo natal (Dima) y ejerció en Bilbao diversos cargos relacionados con el registro de las actividades comerciales. Alabado por el rey Felipe III, el erudito Ortuño prestó importantes servicios a la corona española en Flandes, recayendo en su persona la responsabilidad de marcar las directrices de nada menos que la política económica hispana del primer tercio del siglo XVII.
Luciano Urízar contrajo matrimonio con Cesárea Roales San Martín (1828-1897), natural de Madrid y burgalesa de adopción, descendiente de una hidalga familia castellana integrada por notables juristas; hija del abogado liberal Policarpo Roales Muñoz (Valladolid, 1795 - Bilbao, 1865) y de su esposa Paula San Martín. Cesárea Roales era nieta del letrado del Tribunal de Guerra y Marina, Ignacio Roales Fernández, fiscal de los tribunales de Madrid y Toledo, casado con Lucia Muñoz Reynoso Sáez de Velasco, emparentada con el ministro Mariano Miguel de Reynoso, el embajador Francisco de Reynoso y Mateo y el General Federico Reynoso Muñoz de Velasco, VIII marqués del Pico de Velasco de Angustina, Conde de Fuenclara y Grande de España. Tíos de Cesárea fueron Regino Roales, Juez de Madrid, y sus hermanos los también jueces José María Roales y Joaquín Roales, corregidor este último de Medina del Campo (1813), capitán de la séptima compañía del batallón de la milicia nacional de Valladolid, Juez de la Audiencia de Asturias y primer decano del Colegio de Abogados de Burgos (1834). La mujer de Luciano Urízar era tía carnal del magistrado Pablo Martínez-Toledano Roales, fiscal del Supremo Tribunal de España e Indias, Gentilhombre de cámara del rey Alfonso XII. Y sobrino suyo fue asimismo el diputado a Cortes Emilio Gómez de la Vega, alcalde de Burgos entre 1869 y 1872, hijo a su vez de Andrés Gómez de la Vega, procurador de la Real Audiencia y Chancillería de Valladolid. Por línea materna, la esposa de Luciano Urízar fue nieta del licenciado en leyes de origen portugalujo Bonifacio San Martín, impulsor del Colegio de Procuradores de Burgos y Procurador de la Audiencia Territorial de Burgos, organismo que en 1834 sustituyó a la Real Chancillería de Valladolid como sede jurisdiccional de Vizcaya. Tras el fallecimiento de su marido, Cesárea Roales San Martín se convertiría en socia fundadora de Altos Hornos de Bilbao (1882).

## Político
Luciano de Urízar, comprometido con los ideales progresistas de su familia, ya luchaba siendo un niño de catorce años agregado en la compañía de su padre durante la referida primera guerra carlista, dando muestras de tal valor que mereció ser citado en una relación enviada al Ministro de la Guerra, en otoño de 1836, según cuenta Javier de Ybarra Ybarra en su libro: “Nosotros, los Ybarra”. 
Las tropas carlistas volvieron a cercar la capital vizcaína en 1874, y esta vez Luciano tomó las armas como capitán de la séptima compañía de auxiliares,  asistido por el teniente Pedro Mac – Mahón, el sargento Aureliano Smith y el alférez Alejo Tresario, catedrático de latín y humanidades. Un hermano suyo, José Urízar Echevarría, militar de carrera del arma de infantería, participó en la contienda en calidad de capitán de la guardia foral.
Luciano gozaba en aquel tiempo de una preeminente posición política formando parte de la Comisión Permanente de la Junta Superior de Armamento y Defensa de Bilbao, presidida por el general Ramón de Salazar y Mazarredo. En aquella comisión, Luciano de Urízar representaba a la Diputación Provincial de Vizcaya y Ramón de Orbegozo al Ayuntamiento de Bilbao. Eran vocales, Adolfo de Aguirre, Vicente de Uhagón, Eustaquio de Allende - Salazar y Cosme Echevarrieta.
La actividad política de Luciano Urízar le reportó los nombramientos de diputado de Vizcaya, regidor oñacino del Ayuntamiento de Bilbao (1872 - 1874), y distintos cargos en la hacienda de la administración central con el apoyo de su influyente familia política.
En 1877, la Diputación de Vizcaya nombró una delegación para negociar con el Gobierno el primer concierto económico que estaba integrada por el diputado general de Vizcaya, Manuel de Gortázar, y los diputados Luciano de Urízar, López de Calle y Vicente de Uhagón. El 28 de noviembre de ese mismo año se entrevistaron con Antonio Cánovas del Castillo, Presidente del Consejo de Ministros. 
Luciano de Urízar asistió en representación de la provincia de Vizcaya a la boda del rey Alfonso XII y María de las Mercedes de Orleans, celebrada el 23 de enero de 1878 en la Basílica de Atocha.
La abolición de los fueros vascos, decretada poco después, supuso para Luciano Urízar un serio disgusto.
Al respecto, Javier de Ybarra y Bergé anotaba en la publicación "Política Nacional en Vizcaya" como siendo Luciano de Urízar diputado provincial de Vizcaya, en el año 1879, mantuvo "una actitud digna al rechazar la encomienda de número de la Orden de Isabel la Católica que le había sido concedida al no hallarse de acuerdo con la nueva organización administrativa impuesta a Vizcaya en sustitución de las corporaciones tradicionales (...)".

## Familia de empresarios
Los intereses de la familia Urízar abarcaron distintos sectores empresariales: comercial, naviero, siderometalúrgico,  industria del papel, minería, construcción, etc. 
Luciano Urízar administró los bienes y empresas de su suegro en Burgos, entre otras la fábrica de porcelanas del barrio de la Vega, y asistió al nacimiento del Banco de Bilbao, entidad en la que desempeñó la función de Comisario Regio en sus primeros años. 
Por otra parte, Luciano de Urízar fue accionista de la Plaza de Toros bilbaína de Vista Alegre,  antecesora de la actual, e inaugurada en 1881. Otro Urízar sería años después empresario de esta plaza taurina: Ramón Barreda Terry, bisnieto de Francisco Urizar Echevarría (hermano de Luciano).

## Promotor del ensanche de Las Arenas de Portugalete

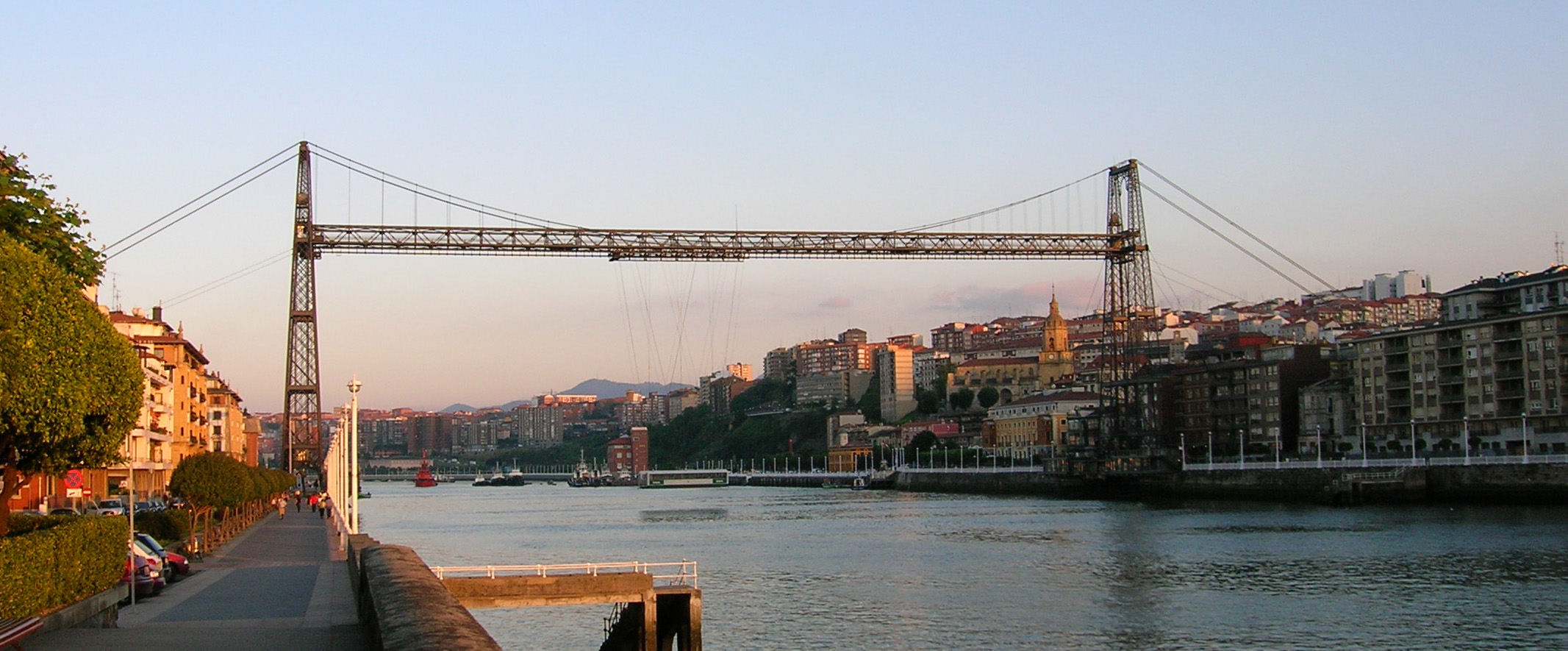
El puente de Vizcaya de 1893, el puente transbordador más antiguo del mundo.

A mediados del siglo XIX, la villa de Portugalete era el lugar de vacaciones predilecto de la incipiente élite industrial bilbaína, cuando aún Las Arenas y la zona de Ereaga en Algorta (barrios del municipio de Guecho)  no eran más que eriales arenosos y marismas desiertas. La playa de Portugalete se había convertido en un puerto de baños muy concurrido al dictado de nuevas modas, como así lo retrataba el escritor vizcaíno Juan E. Delmas en su guía del viajero (1864). En los meses estivales, se daba cita en Portugalete lo más granado de la sociedad bilbaína, sumándose más de un millar de visitantes que procedentes de Castilla acudían cada verano con intención de bañarse en las no siempre tranquilas aguas del Cantábrico.
Luciano de Urízar fue precursor de las nuevas tendencias residenciales. Adquirió terreno en Portugalete con objeto de edificar su residencia de verano y promover un singular planeamiento urbanístico: el proyecto del ensanche de las Arenas. La extensión total del terreno era de 12.543 metros cuadrados. Luciano de Urízar obtuvo la licencia de construcción el 13 de octubre de 1867. 
El resto de los solares fueron vendidos por Urízar a destacados miembros de la burguesía vizcaína e indiana (Manuel Calvo, Urigüen, Leandro Yohn, Tomás José de Epalza). Los suntuosos edificios y palacetes erigidos sobre aquellos terrenos siguen definiendo buena parte de la fachada de Portugalete hacia la ría. 
El plano del arquitecto Francisco Murueta delimitaba cinco manzanas, partiendo de la actual del Hotel de Portugalete, cortadas por cuatro calles transversales de seis metros. La alineación se hizo siguiendo la ría, entre el muelle y la calle María Díaz de Haro.

## Empresario teatral
La actividad teatral de Urízar, alejada de la tradición empresarial de su familia, le hace acreedor por méritos propios de una mención especial en la historia cultural de la villa de Bilbao. Sus pasos dentro del mundo del espectáculo fueron secundados por uno de sus hijos, Luis Urízar Roales, formado en Stonyhurst College (Inglaterra), dueño del Teatro Circo de la Gran Vía y copropietario del Teatro Gayarre de la capital vizcaína construido en 1885, así como promotor y primer propietario del monumental Teatro de los Campos Elíseos de Bilbao, llamado popularmente "la Bombonera de Bertendona", inaugurado en 1902 por la compañía del Teatro de la Comedia con la representación de “Los Galeotes”. Su compañía gestionaba, asimismo, otros teatros españoles: Teatro Principal (Santander), Dindurra (Gijón), Teatro Principal (Burgos), y Teatro Calderón (Valladolid). 

En 1881, Luciano de Urízar era el empresario del teatro de la villa edificado en los terrenos sobre los que hoy se asienta el Teatro Arriaga. Por entonces, la ciudad de Bilbao no pasaba de ser una pequeña capital de provincia de apenas 40.000 habitantes. No obstante, Luciano se impuso por meta irrenunciable contratar al gran tenor Julián Gayarre; un sueño que por muy poco no vería cumplido en vida. La lectura de un capítulo de las memorias de Gayarre escritas por el íntimo amigo del tenor roncalés, Julio Enciso, rememorado tiempo después por Indalecio Prieto en su libro "De mi vida: recuerdos, estampas, siluetas, sombras", pone de relieve la grandeza humana y honestidad de Gayarre, tanto como la generosidad y entrañable personalidad de Urízar:

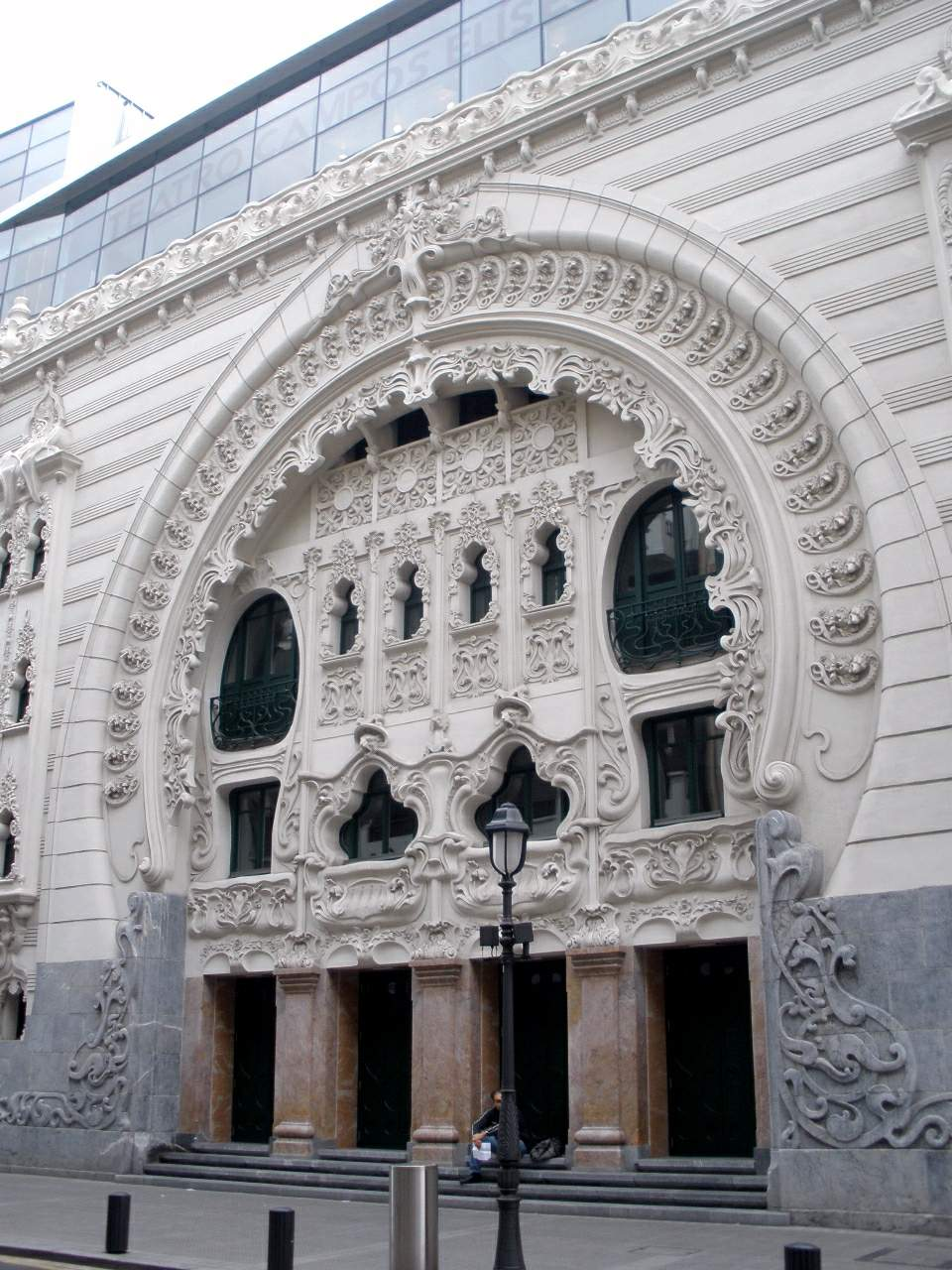
Teatro de los Campos Elíseos.

“Era don Luciano de Urízar un cumplido caballero, y había hecho cuestión de amor propio el presentar a Gayarre en su teatro. Sabiendo de mi amistad con él —cuenta Enciso—, se empeñó en que le acompañara a Barcelona —en cuyo teatro del Liceo actuaba— y donde, a nuestra llegada, no sólo le visitamos, sino que cenamos también en su compañía.
Nada se habló de teatros durante la cena; pero a los postres, don Luciano se dirigió a Gayarre diciéndole:
“Don Julián: he empeñado mi palabra de que Vd. cantará en Bilbao y estoy dispuesto a todo en conseguirlo. No sé si le convendrá a Vd. mi proposición; pero por de pronto me atrevo a ofrecerle veinte funciones, a mil duros cada una. Y como la mejor escritura es pagar, ahí tiene Vd. en letras sobre esta plaza veinte mil duros adelantados” (una fortuna en aquellos tiempos). Y sacando una cartera la colocó frente a Gayarre. Este, sorprendido, se quedó mirándome. Entonces le expliqué quién era don Luciano de Urízar”. 
“Don Luciano —contestó Gayarre—, ya veo que no es Vd. un especulador, y esto me obliga sobre todo. Esta obligación, mi amistad con Don Julio y el cariño que profeso a Bilbao, adonde voy casi todos los veranos, me deciden. Iré, pues, pero… no puedo aceptar esas condiciones; sería abusar de Vd., y yo en mi vida he abusado de nadie. No puedo, pues, cobrar a Vd. mil duros, porque no se los cobro a los demás. Iré a Bilbao, yo me encargaré de todo, y, si, como espero, las cosas van bien, ya nos arreglaremos. Entretanto, hágame Vd. el favor de guardar esa cartera y ese dinero, que esto es lo último que debe hablarse entre nosotros. No faltaré, "tengo palabra de rey”.
La fecha convenida, el 9 de abril de 1882, Gayarre se personó en Bilbao para cumplir con su compromiso verbal pero quiso la fatalidad que Luciano Urízar muriese la víspera de su llegada víctima de una repentina enfermedad. 
Julio Enciso acudió a la estación de Orduña para recibir a Julián Gayarre acompañado de Marcelino de Goicoechea (Alcalde de Bilbao, entre 1879 y 1880), amigo fraternal de Luciano de Urízar. Enterado Gayarre de la triste noticia,  pero consciente del problema que suponía para su familia la preparación de los contratos, contestó a Marcelino Goicoechea: “para las ocasiones son los amigos. Tranquilice Vd a su viuda,  todo seguirá igual que sí Don Luciano viviese. Yo me encargo del negocio y los beneficios serán para ella”.

## Funeral de Luciano Urízar

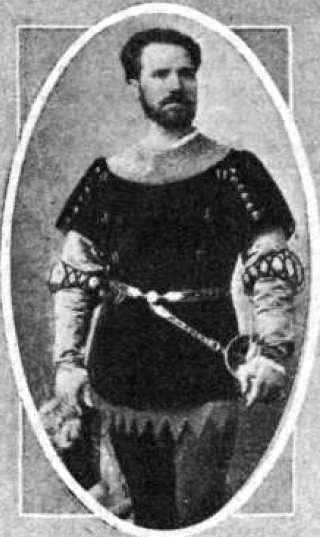
Gayarre en su debut en La Scala en 1876

Al día siguiente, la inesperada muerte del empresario propició que los bilbaínos escucharan por primera vez la voz de Julián Gayarre, no en un teatro, como esperaban y estaba anunciado, sino en un funeral en homenaje a la memoria de Luciano Urízar. El debut en la capital vizcaína del tenor de la voz de ángel se produjo a las once de la mañana del 10 de abril de 1882, en la Iglesia de San Nicolás de Bari y en presencia de un selecto auditorio,  pues no en vano era Luciano persona muy estimada y bien relacionada en la villa (presidente del club "Sociedad Bilbaína"). Entre los asistentes al funeral se hallaba otro de sus grandes amigos, Ezequiel de Urigüen.
La emoción se desató en el templo, en el que no cabía ni un alfiler, cuando Julián Gayarre subió por sorpresa al coro acompañado de una orquesta para cantar un aria di chiesa (aria sacra), del compositor Alessandro Stradella: Pietà, Signore, di me dolente!.
- He querido tributar esta pequeña muestra de cariño al buen amigo Don Luciano, diría luego Gayarre.
Julián Gayarre no faltó a su palabra cumpliendo después las veinte funciones comprometidas a largo de la temporada. El éxito del teatro de la villa fue clamoroso. La última noche, después de los aplausos, coronas y regalos, Gayarre fue conducido de vuelta a su hotel entre antorchas encendidas,  música, y hasta cohetes, siendo saludado a su paso por un público que le aclamaba con delirio.

## Repercusión en la prensa
Luciano Urízar fue enterrado en el Cementerio de Mallona, tradicional camposanto de los liberales bilbaínos, y la prensa local de la época lo despidió con encendidos elogios:
- «Un hombre a quien podía no querérsele si no se le conocía, pero a quien no podía tratársele sin querérsele.»
- «Un genio vivo, fuerte y tal vez rudo, porque no se amoldaba fácilmente a las falsas exigencias de la sociedad.»
- «Ocultaba un corazón tan hermoso, tan grande para hacer un acto humanitario. Él fue por tanto el que consiguió colocar a Bilbao a la altura de las grandes capitales de la ópera en Europa, facilitando la posibilidad de oír a las primeras voces líricas del momento: Gayarre, María Jesús Cepeda, Uetan, Antonieta Pozzoni, Kaschman, Giudetta Lodi, Adelina Patti...»
El periodista Sabino de Goicoechea, el popular “Argos”, también le dedicó unas sentidas palabras desde las páginas del Noticiero Bilbaíno, de igual modo que el ilustre escritor vasco José Manterola, fundador y director de la publicación Euskal-Erria, quien escribiría lo siguiente:

El valiente y malogrado D. Luciano Urizar, empresario del teatro de Bilbao, el que, á fuerza de desvelos y costosos sacrificios, con un cuarteto de primissimo cartello (de imposible defensa, según opinión general, menos la suya en una pequeña capital de provincia), y cuando iba a ver realizados todos sus deseos y triunfante su opinión, sucumbe Urízar».

## Familia y descendencia
Luciano conoció a su mujer en Burgos. Los Urízar habían puesto en marcha una importante fábrica de papel continuo en aquella provincia. Su padre, bien relacionado con la sociedad burgalesa, presidió el Casino de Burgos. Y un hermano de Luciano, Francisco Urízar Echevarría, casado con la bilbaína Elena Taylor García, hija del armador y consignatario de buques británico Joseph Taylor, era por parte de su mujer cuñado de Luis Díaz-Oyuelos (Alcalde de Burgos, 1836-1838). 
Entre los cuñados de Luciano sobresale la figura de un importante financiero vasco, Salustiano Zubiría Echeandía, casado con su hermana Josefa de Urízar, quien asociado al naviero e industrial Eduardo Aznar y de la Sota fundó en 1861 la correduría marítima "Aznar y Zubiría".
Luciano Urízar Echevarria compartió con su cónyuge, la virtuosa pianista Cesárea Roales San Martín, afición por la ópera, aprecio por la música clásica y la paternidad de nueve hijos. Uno de ellos fue el empresario minero José Tomás Urízar Roales de cuyo matrimonio con Concepción Bayo Zuricalday nacieron un varón y tres hijas, entre otras María Teresa Urízar Bayo (Marquesa del Castillo de San Felipe).
La hija mayor de Luciano y Cesárea, Florentina Urízar Roales, casaría con un sobrino de su tío Salustiano Zubiría: el industrial Luis Zubiría Ybarra, nacido del matrimonio de Cosme Zubiría Echeandía y Prudencia Ybarra Gutiérrez de Caviedes (hija de José Antonio Ybarra de los Santos, patriarca de la saga de los Ybarra). Luis Zubiría, sobrino del Conde de Ybarra, José María Ybarra, fue consejero de Altos Hornos de Bilbao, socio fundador de Tubos Forjados y consejero del Banco de Bilbao. El esposo de Florentina Urízar era hermano del Marqués de Yanduri, Pedro Zubiría Ybarra y del empresario, diputado y senador del Reino, Tomás Zubiría Ybarra (Conde de Zubiría), uno de los más grandes empresarios españoles del primer cuarto del siglo XX, quien tutelaría los intereses heredados por sus sobrinos y los negocios de su cuñada Florentina tras la prematura muerte de su hermano mayor.
Florentina Urízar Roales fue madre de una numerosa prole compuesta por doce vástagos entre los cuales destacan: Luciano Zubiría Urízar; diputado a Cortes, concejal maurista del Ayuntamiento de Bilbao, cofundador de la Editorial Católica y “El Pueblo Vasco” ; Luis Zubiría Urízar (II Marqués de Yanduri); Mercedes Zubiría Urízar (Condesa de Motrico); Teresa Zubiría Urízar (Condesa de El Abra).

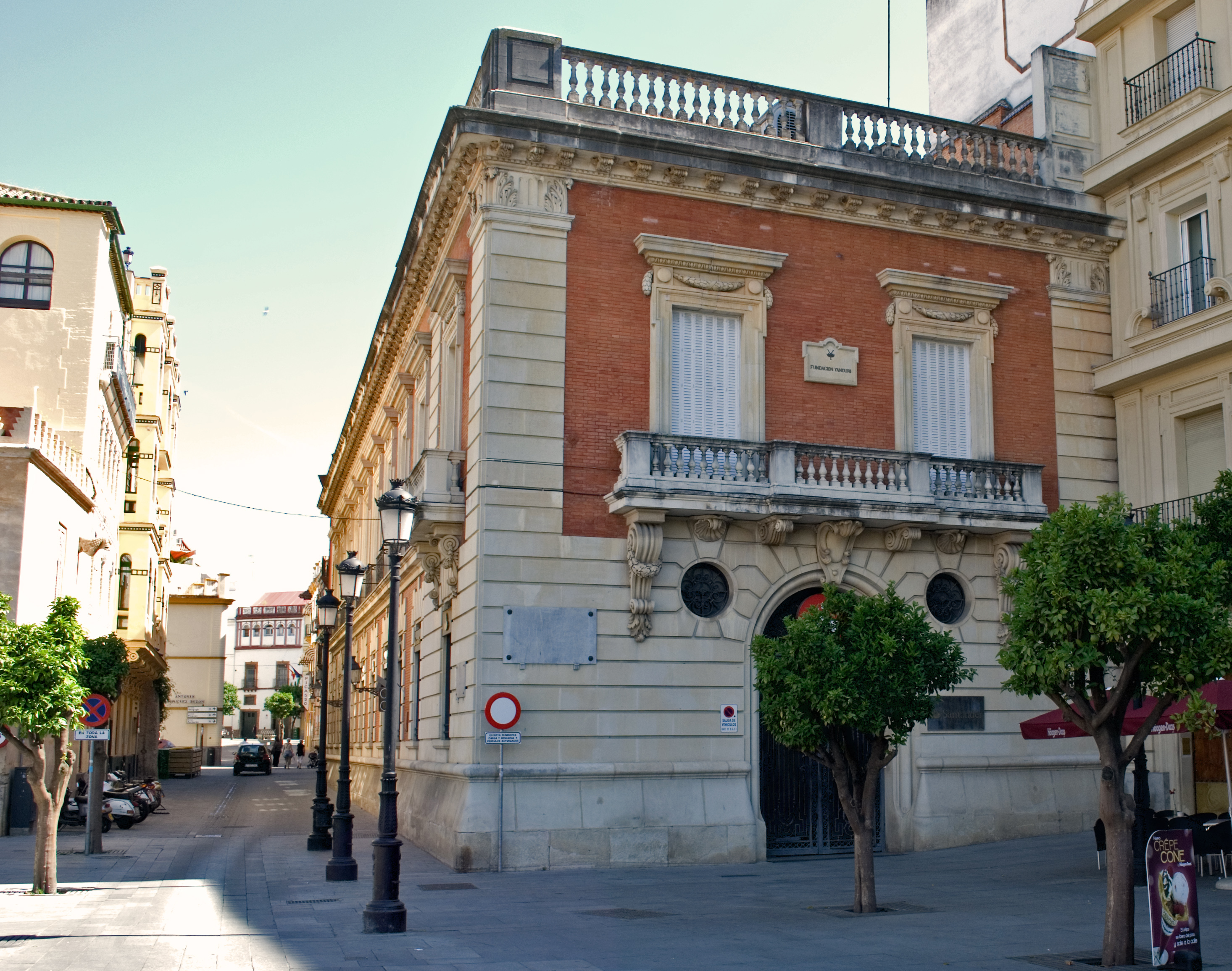
Fachada del palacio de Yanduri, Sevilla.

Tres nietos de Florentina Urízar Roales, tenientes provisionales del bando nacional, perecieron como consecuencia de la guerra civil española: Evaristo de Churruca Zubiría (III Conde de Motrico), y sus primos hermanos Alfonso de Churruca Zubiría y Luis de Zubiría Calbetón (primogénito del II Marqués de Yanduri y nieto por otro lado del político donostiarra Fermín Calbetón ).
Se da la coincidencia de que otros tres nietos de Teresa Urízar Taylor, prima hermana de Florentina y esposa de Fernando Matías Terry Gil de León, iniciador del negocio de las Bodegas Terry del Puerto de Santa María (Cádiz), perdieron también la vida a raíz de aquella contienda: Pedro Ponce de León y Terry, Capitán de Caballería, conocido propietario de caballos de principios del siglo XX, al igual que sus primos carnales los hermanos José Fernando Barreda Terry, Capitán de Infantería que presidió el partido Acción Popular y Acción Católica de Cartagena, y Carlos Barreda Terry, Capitán de Corbeta, comandante bajo arresto del Submarino B-5 de la flota republicana desaparecido en aguas de Estepona con toda su tripulación. Se ha extendido una versión de los hechos que apunta al propio Carlos Barreda Terry, de convicciones monárquicas, como autor intencionado del hundimiento de la nave con el fin de impedir ataques a objetivos nacionales. Su vocación marinera tuvo continuidad en su hijo, el Capitán de Corbeta Carlos Barreda Aldámiz-Echevarría, Presidente de la Real Liga Naval Española (RLNE) y de la Asociación de Navieros Españoles.
Luciano Urízar es bisabuelo de José María Lapetra Urízar (Conde de Churruca) y tatarabuelo de Emilio Ybarra Churruca, Presidente del Banco Bilbao Vizcaya entre 1990 y 2001, hermano de Santiago Ybarra Churruca (Conde de El Abra), Presidente de Vocento del año 2001 al 2008. Asimismo, es cuarto abuelo de Filomena de Tornos y Steinhart, esposa del príncipe Juan de Orleans (1965),heredero del trono de Francia según sostienen los monárquicos franceses partidarios de la línea sucesoria orleanista. Otro de sus descendientes directos es el profesor de derecho José Mª Areilza Carvajal (Conde de Rodas), patrono de la Fundación Transición Española, nieto de María de las Mercedes de Churruca Zubiría (IV Condesa de Motrico) y del político vasco José María de Areilza.